# Barney Clark
Barney Clark (21. januar 1921 – 23. marts 1983) var den første patient som modtog et kunstigt hjerte. Den 2. december 1982 opererede et hold af kirurger, under ledelse af William DeVries fra universitetet i Utah. Han var en pensioneret tandlæge som havde meldt sig frivilligt efter at han var blevet orienteret om at en "almindelig" transplantation ikke var en mulighed. Han overlevede den syv en halv time lange operation, men døde 112 dage senere. Det kunstige hjerte var et Jarvik-7 opfundet af Robert Jarvik.